# Orondo (Washington)
Orondo es una localidad situada en el condado de Douglas, en el estado de Washington, Estados Unidos.

## Geografía
La localidad está ubicado en las coordenadas 47°37′24″N 120°13′38″O / 47.62333, -120.22722.